# Peter Roskam

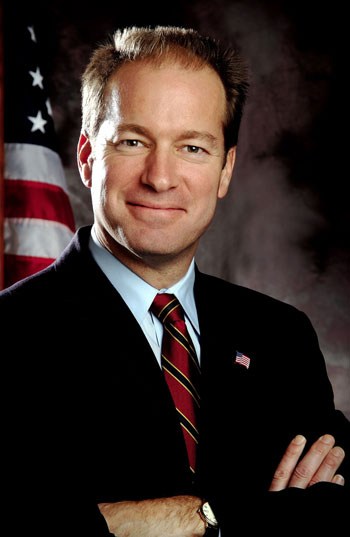
Peter Roskam (2006)

Peter James Roskam (* 13. September 1961 in Hinsdale, DuPage County, Illinois) ist ein US-amerikanischer Politiker der Republikanischen Partei. Von 2007 bis 2019 gehörte er dem Repräsentantenhaus der Vereinigten Staaten an.

## Biografie
Nach Beendigung der Glenbard West High School in Glen Ellyn 1979 studierte er zunächst an der Katholischen Universität von Amerika und dann an der University of Illinois at Urbana-Champaign, die er 1983 mit einem Bachelor of Arts (B.A.) beendete. Er war Mitarbeiter im Stab der Kongressabgeordneten Tom DeLay aus Texas (1985/86) und Henry Hyde aus Illinois (1986/87) sowie Lehrer und Unternehmer. Ein anschließendes postgraduales Studium der Rechtswissenschaft am Chicago-Kent College of Law schloss er 1989 mit dem Juris Doctor (J.D.) ab. Nach seiner Zulassung als Rechtsanwalt in Illinois wurde er Partner der Kanzlei Salvi, Roskam & Maher.
Seine politische Laufbahn begann Roskam, als er 1993 in das Repräsentantenhaus von Illinois gewählt wurde, dem er als Republikaner für drei Legislaturperioden bis 1999 angehörte. 1998 bewarb er sich erstmals gegen Judy Biggert für die Nominierung zum US-Repräsentantenhaus im 13. Kongresswahlbezirk von Illinois. Anschließend wurde er Mitglied im Senat von Illinois und gehörte diesem von 2000 bis 2007 an.
Bei der Wahl zum US-Repräsentantenhaus 2006 wurde er als Nachfolger des seit 1974 amtierenden und nicht erneut kandidierenden Henry Hyde zum Abgeordneten für den 6. Kongresswahlbezirk von Illinois gewählt. Dabei konnte er sich mit 51,4 Prozent gegen seine demokratische Gegenkandidatin Tammy Duckworth durchsetzen, die 48,6 % der Wählerstimmen erhielt. Roskam trat sein Mandat im US-Repräsentantenhaus am 3. Januar 2007 an. Bei der Wahl 2008 wurde er mit 59 Prozent der Stimmen bestätigt und auch 2010, 2012, 2014 und 2016 wiedergewählt. Bei der Wahl 2018 unterlag er in der Halbzeit von Donald Trumps Präsidentschaft dem Demokraten Sean Casten. Roskam schied am 3. Januar 2019 aus dem Kongress aus.